# Tampa (Florida)
Tampa is een stad in Florida in het zuiden van de Verenigde Staten. De stad ligt aan het einde van de Baai van Tampa, de stedelijke agglomeratie ligt met name tussen de Golf van Mexico en deze baai. De stad is de grootste van deze agglomeratie die meer dan 2,8 miljoen inwoners heeft en de steden Saint Petersburg, Clearwater en Largo omvat. De stad zelf heeft maar 369.075 inwoners (2013).
De stad is de vestigingsplaats van de University of South Florida.

## Demografie
Van de bevolking is 12,5% ouder dan 65 jaar en bestaat voor 33,7% uit eenpersoonshuishoudens. De werkloosheid bedraagt 3,2% (cijfers volkstelling 2000).
Ongeveer 19,3% van de bevolking van Tampa bestaat uit hispanics en latino's, 26,1% is van Afrikaanse oorsprong en 2,2% van Aziatische oorsprong.

### Bevolkingsgroei
- 1850 – 974
- 1870 – 796
- 1880 – 720
- 1890 – 5.532
- 1900 – 15.839
- 1910 – 37.782
- 1920 – 51.608
- 1930 – 101.161
- 1940 – 108.391
- 1950 – 124.681
- 1960 – 274.970
- 1970 – 277.767
- 1980 – 271.523
- 1990 – 280.015
- 2000 – 303.447
- 2003 – 317.647
- 2010 – 335.709
- 2011 – 346.037
- 2013 – 369.075

## Klimaat
In januari is de gemiddelde temperatuur 15,5 °C, in juli is dat 27,8 °C. Jaarlijks valt er gemiddeld 1120 mm neerslag (gegevens op basis van de meetperiode 1961-1990).

## Sport
Tampa heeft drie sportclubs die uitkomen in een van de vier grootste Amerikaanse profsporten. Het gaat om:
- Tampa Bay Rays (honkbal), al speelt het eigenlijk in Saint Petersburg
- Tampa Bay Buccaneers (American football)
- Tampa Bay Lightning (ijshockey)

Voetbalclub Tampa Bay Mutiny kwam van 1995 tot 2001 uit in de Major League Soccer, maar is inmiddels opgeheven.

## Vervoer
Tampa heeft zoals vele middelgrote Amerikaanse steden een luchthaven. In Tampa is dat Tampa International Airport.
Ook zijn er talloze bruggen die steden zoals Sarasota of St Petersburg-Clearwater verbinden. De bekendste is de Skyway Bridge.

## Plaatsen in de nabije omgeving
De onderstaande figuur toont nabijgelegen plaatsen in een straal van 16 km rond Tampa.

## Bekende personen uit Tampa

### Geboren
- Cannonball Adderley (1928-1975), jazzmusicus (multi-instrumentalist en altsaxofonist) (hardbop)
- Joseph Kittinger (1928-2022), militair
- Nat Adderley (1931-2000), jazzmusicus
- David Sanborn (1945-2024), saxofonist
- Joe Lala (1947-2014), drummer en acteur
- Jim Neidhart (1955-2018), worstelaar
- Mike Awesome (1965-2007), worstelaar
- Pam Bondi (1965), politica
- David Gail (1965-2024), acteur
- Beth Hirsch (1967), zangeres
- Sarah Paulson (1974), actrice
- Damu Cherry (1977), atlete
- Avy Scott (1981), pornoactrice
- Leslie Carter (1986-2012), zangeres
- Dreama Walker (1986), actrice
- Aaron Carter (1987-2022), kindster en zanger
- Megan Romano (1991), zwemster
- Joe Gyau (1992), voetballer
- Julian Green (1995), Duits voetballer